# Pink Anderson
Pink Anderson (12. února 1900 Laurens, Jižní Karolína, USA – 12. října 1974 Spartanburg, Jižní Karolína, USA) byl americký bluesový zpěvák a kytarista. Jeho syn Little Pink Anderson (* 13. července 1954) je také bluesový hudebník. Spolu Floydem Councilem byl inspirací pro vznik názvu skupiny Pink Floyd.